# 당절이

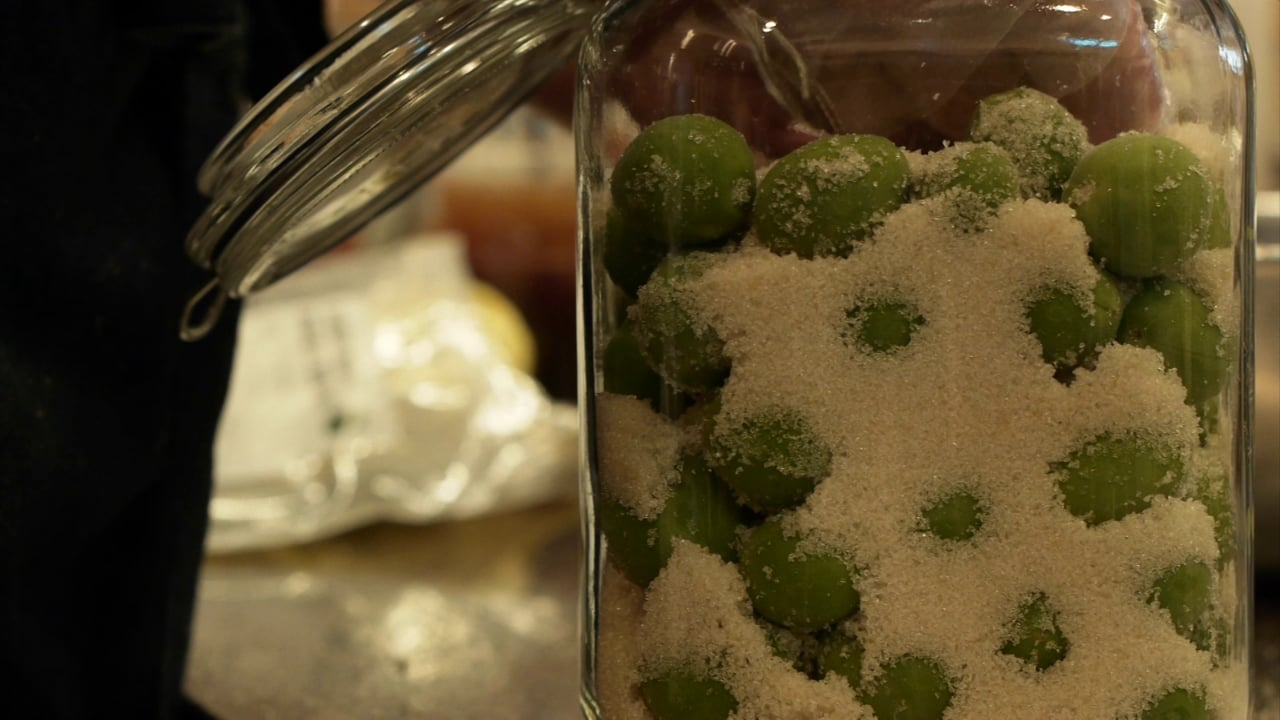
매실을 당장해 매실청을 만드는 모습

당절이(糖--) 또는 설탕절이는 음식을 설탕이나 꿀 등 당류에 절이는 일, 또는 그것에 절인 음식이다. 음식을 당류에 절여 저장하는 식품 보존 방식은 당장(糖藏), 당장법(糖藏法)으로 부른다. 

## 당장 식품
당절이한 음식은 당절이, 당절임, 설탕절이, 설탕절임 또는 당장 식품(鹽藏食品)으로 부르며, 소금절이(염장식품), 초절이(산성저장식품)와 함께 절임 류로 분류된다.
당분이 많이 들어 있어 오래 저장할 수 있는 가공식품으로 식품에 설탕이나 전화당을 넣어 저장한다. 미생물은 대개 50% 이상의 당 용액에서는 자라지 못하므로 당분을 많이 넣으면 식품을 오랫동안 저장할 수 있다. 잼, 젤레, 청, 콩피, 프리저브 등이 있다.

## 같이 보기
- 식품 저장